# Śmieci i diamenty
Śmieci i diamenty – czwarty album grupy Deuter wydany 19 listopada 2011 roku przez Fonografikę.

## Lista utworów
| Nr  | Tytuł utworu                | Długość |
| --- | --------------------------- | ------- |
| 1.  | „Śmieci i diamenty”         | 2:37    |
| 2.  | „Dziecko porąbanych czasów” | 2:34    |
| 3.  | „Głupota z dyplomami”       | 3:10    |
| 4.  | „Dziś”                      | 2:59    |
| 5.  | „Obłędny taniec”            | 2:14    |
| 6.  | „Instrukcja”                | 2:31    |
| 7.  | „Gniew w moim domu”         | 3:09    |
| 8.  | „Chodź, zabiorę cię”        | 2:47    |
| 9.  | „Droga wojownika”           | 2:38    |
| 10. | „Pusta Ziemia”              | 3:15    |
| 11. | „Na królewskim trakcie”     | 2:43    |
| 12. | „Sam”                       | 3:12    |
|     |                             | 33:49   |

## Muzycy
- Paweł Rozwadowski – wokal (słowa)
- Franz Dreadhunter – gitara, gitara basowa (muzyka)
- Piotr Susuł – perkusja
- Dariusz Litwińczuk – gitara
- Jacek Feliks – gitara